# Cinnamomum perrottetii
Cinnamomum perrottetii är en lagerväxtart som beskrevs av Carl Daniel Friedrich Meisner. Cinnamomum perrottetii ingår i släktet Cinnamomum och familjen lagerväxter. Inga underarter finns listade i Catalogue of Life.